# Liste der Baudenkmale in Auetal
In der Liste der Baudenkmale in Auetal sind die Baudenkmale der niedersächsischen Gemeinde Auetal und ihrer Ortsteile aufgelistet. Die Quelle der Baudenkmale ist der Denkmalatlas Niedersachsen. Der Stand der Liste ist der 30. Mai 2020.

## Allgemein
In den Spalten befinden sich folgende Informationen:
- Lage: die Adresse des Baudenkmales und die geographischen Koordinaten. Kartenansicht, um Koordinaten zu setzen. In der Kartenansicht sind Baudenkmale ohne Koordinaten mit einem roten Marker dargestellt und können in der Karte gesetzt werden. Baudenkmale ohne Bild sind mit einem blauen Marker gekennzeichnet, Baudenkmale mit Bild mit einem grünen Marker.
- Bezeichnung: Bezeichnung des Baudenkmales
- Beschreibung: die Beschreibung des Baudenkmales. Unter § 3 Abs. 2 NDSchG werden Einzeldenkmale und unter § 3 Abs. 3 NDSchG Gruppen baulicher Anlagen und deren Bestandteile ausgewiesen.
- ID: die Objekt-ID des Baudenkmales
- Bild: ein Bild des Baudenkmales, ggf. zusätzlich mit einem Link zu weiteren Fotos des Baudenkmals im Medienarchiv Wikimedia Commons. Wenn man auf das Kamerasymbol klickt, können Fotos zu Baudenkmalen aus dieser Liste hochgeladen werden:

## Altenhagen
| Lage                                                       | Bezeichnung                                                                    | Beschreibung           | ID       | Bild |
| ---------------------------------------------------------- | ------------------------------------------------------------------------------ | ---------------------- | -------- | ---- |
| Altenhagener Straße, Auetal 52° 15′ 50″ N, 9° 16′ 50″ O    | Kriegerdenkmal                                                                 |                        | 36230641 |      |
| Altenhagener Straße 10, Auetal 52° 15′ 42″ N, 9° 16′ 29″ O | Hofanlage Altenhagener Straße 10                                               | Baudenkmalgruppe       | 36215384 | BW   |
| Altenhagener Straße 10, Auetal 52° 15′ 42″ N, 9° 16′ 27″ O | Wohn-/Wirtschaftsgebäude. (Baudenkmalgruppe: Hofanlage Altenhagener Straße 10) |                        | 36233154 | BW   |
| Altenhagener Straße 10, Auetal 52° 15′ 41″ N, 9° 16′ 28″ O | Leibzucht. (Baudenkmalgruppe: Hofanlage Altenhagener Straße 10)                |                        | 36233301 | BW   |
| Altenhagener Straße 13, Auetal 52° 15′ 49″ N, 9° 16′ 41″ O | Hofanlage Altenhagener Straße 13                                               | Baudenkmalgruppe       | 36215398 |      |
| Altenhagener Straße 13, Auetal 52° 15′ 48″ N, 9° 16′ 40″ O | Haupthaus. (Baudenkmalgruppe: Hofanlage Altenhagener Straße 13)                |                        | 36233175 | BW   |
| Altenhagener Straße 13, Auetal 52° 15′ 49″ N, 9° 16′ 40″ O | Stall. (Baudenkmalgruppe: Hofanlage Altenhagener Straße 13)                    |                        | 36233469 |      |
| Altenhagener Straße 13, Auetal 52° 15′ 49″ N, 9° 16′ 42″ O | Scheune. (Baudenkmalgruppe: Hofanlage Altenhagener Straße 13)                  |                        | 36233322 |      |
| Gut Wormsthal, Auetal 52° 15′ 6″ N, 9° 16′ 6″ O            | Arbeiterwohnhaus                                                               |                        | 36230732 | BW   |
| Gut Wormsthal, Auetal 52° 15′ 4″ N, 9° 15′ 52″ O           | Hofanlage Gut Wormsthal                                                        | Baudenkmalgruppe       | 36215412 | BW   |
| Gut Wormsthal, Auetal 52° 15′ 6″ N, 9° 15′ 54″ O           | Wohn-/Wirtschaftsgebäude. (Baudenkmalgruppe: Hofanlage Gut Wormsthal)          |                        | 36232768 | BW   |
| Gut Wormsthal, Auetal 52° 15′ 6″ N, 9° 15′ 55″ O           | Scheune. (Baudenkmalgruppe: Hofanlage Gut Wormsthal)                           | Ehemalige Zehntscheune | 36230703 | BW   |
| Gut Wormsthal, Auetal 52° 15′ 4″ N, 9° 15′ 56″ O           | Scheune. (Baudenkmalgruppe: Hofanlage Gut Wormsthal)                           |                        | 36232745 | BW   |
| Gut Wormsthal, Auetal 52° 15′ 4″ N, 9° 15′ 55″ O           | Torhaus. (Baudenkmalgruppe: Hofanlage Gut Wormsthal)                           |                        | 36232480 | BW   |
| Gut Wormsthal, Auetal 52° 15′ 4″ N, 9° 15′ 53″ O           | Einfriedung. (Baudenkmalgruppe: Hofanlage Gut Wormsthal)                       |                        | 36232505 | BW   |
| Gut Wormsthal, Auetal 52° 15′ 4″ N, 9° 15′ 52″ O           | Haupthaus. (Baudenkmalgruppe: Hofanlage Gut Wormsthal)                         |                        | 36232527 | BW   |
| Gut Wormsthal, Auetal 52° 15′ 5″ N, 9° 15′ 51″ O           | Wirtschaftsgebäude. (Baudenkmalgruppe: Hofanlage Gut Wormsthal)                |                        | 36232790 | BW   |
| Gut Wormsthal, Auetal 52° 15′ 5″ N, 9° 15′ 53″ O           | Scheune. (Baudenkmalgruppe: Hofanlage Gut Wormsthal)                           |                        | 36232554 | BW   |
| Gut Wormsthal, Auetal 52° 15′ 4″ N, 9° 15′ 54″ O           | Brunnen. (Baudenkmalgruppe: Hofanlage Gut Wormsthal)                           |                        | 36232812 | BW   |

## Antendorf
| Lage                                                    | Bezeichnung                                                                          | Beschreibung       | ID       | Bild           |
| ------------------------------------------------------- | ------------------------------------------------------------------------------------ | ------------------ | -------- | -------------- |
| An der Beeke 1, Auetal 52° 14′ 32″ N, 9° 17′ 36″ O      | Hofanlage An der Beeke 1                                                             | Baudenkmalgruppe   | 36215467 | BW             |
| An der Beeke 1, Auetal 52° 14′ 31″ N, 9° 17′ 35″ O      | Wohn-/Wirtschaftsgebäude. (Baudenkmalgruppe: Hofanlage An der Beeke 1)               |                    | 36233343 |                |
| An der Beeke 1, Auetal 52° 14′ 31″ N, 9° 17′ 37″ O      | Wohn-/Wirtschaftsgebäude. (Baudenkmalgruppe: Hofanlage An der Beeke 1)               |                    | 36233196 |                |
| An der Tränke 1, Auetal 52° 14′ 29″ N, 9° 17′ 31″ O     | Hofanlage An der Tränke 1                                                            | Baudenkmalgruppe   | 36215452 | BW             |
| An der Tränke 1, Auetal 52° 14′ 29″ N, 9° 17′ 30″ O     | Scheune. (Baudenkmalgruppe: Hofanlage An der Tränke 1)                               |                    | 36233280 |                |
| Echternweg 4, Auetal 52° 14′ 27″ N, 9° 17′ 27″ O        | Wohn-, Wirtschaftsgebäude Echternweg 4                                               | Baudenkmalgruppe   | 36215432 | BW             |
| Echternweg 4, Auetal 52° 14′ 27″ N, 9° 17′ 28″ O        | Wohn-/Wirtschaftsgebäude. (Baudenkmalgruppe: Wohn-, Wirtschaftsgebäude Echternweg 4) |                    | 36230836 | BW             |
| Echternweg 6, Auetal 52° 14′ 27″ N, 9° 17′ 26″ O        | Wohn-/Wirtschaftsgebäude. (Baudenkmalgruppe: Wohn-, Wirtschaftsgebäude Echternweg 4) |                    | 46186928 | BW             |
| Nienfelder Straße 2, Auetal 52° 14′ 20″ N, 9° 17′ 35″ O | Schule                                                                               |                    | 36230884 |                |
| Zum Hasenacker 4, Auetal 52° 14′ 30″ N, 9° 17′ 31″ O    | Wohn-/Wirtschaftsgebäude. (Baudenkmalgruppe: Hofanlage An der Tränke 1)              |                    | 36233133 | BW             |
| Zur Süntelbuche 7, Auetal 52° 14′ 7″ N, 9° 17′ 43″ O    | Windmühle                                                                            |                    | 36230903 | Weitere Bilder |
| Gut Nienfeld, Auetal 52° 15′ 12″ N, 9° 19′ 0″ O         | Hofanlage Gut Nienfeld                                                               | Baudenkmalgruppe   | 36215496 | BW             |
| Gut Nienfeld, Auetal 52° 15′ 11″ N, 9° 19′ 0″ O         | Wohnhaus. (Baudenkmalgruppe: Hofanlage Gut Nienfeld)                                 | Rittergut Nienfeld | 36230857 | BW             |

## Bernsen
| Lage                                                    | Bezeichnung                                                     | Beschreibung     | ID       | Bild |
| ------------------------------------------------------- | --------------------------------------------------------------- | ---------------- | -------- | ---- |
| Bernsener Straße 2, Auetal 52° 13′ 14″ N, 9° 10′ 13″ O  | Wohn-/Wirtschaftsgebäude                                        |                  | 36230964 | BW   |
| Bernsener Straße 10, Auetal 52° 13′ 17″ N, 9° 10′ 17″ O | Schule. (Baudenkmalgruppe: ehem. Schule Bernsener Straße 10)    |                  | 36230922 | BW   |
| Bernsener Straße 10, Auetal 52° 13′ 17″ N, 9° 10′ 16″ O | Turnhalle. (Baudenkmalgruppe: ehem. Schule Bernsener Straße 10) |                  | 36230943 | BW   |
| Krümmlingstraße 1, Auetal 52° 13′ 11″ N, 9° 10′ 12″ O   | Backhaus                                                        |                  | 36230983 | BW   |
| Krümmlingstraße 2, Auetal 52° 13′ 12″ N, 9° 10′ 14″ O   | Wohn-/Wirtschaftsgebäude                                        |                  | 36231002 | BW   |
| Reihe 4, Auetal 52° 13′ 17″ N, 9° 10′ 16″ O             | ehem. Schule Bernsener Straße 10                                | Baudenkmalgruppe | 36215525 | BW   |

## Borstel
| Lage                                                 | Bezeichnung              | Beschreibung            | ID       | Bild |
| ---------------------------------------------------- | ------------------------ | ----------------------- | -------- | ---- |
| A 2, Auetal 52° 13′ 1″ N, 9° 11′ 22″ O               | Brücke (Bauwerk)         | Autobahnbrücke über A 2 | 36232583 | BW   |
| In der Masch 1, Auetal 52° 13′ 43″ N, 9° 11′ 11″ O   | Scheune                  |                         | 36232642 | BW   |
| Schmiedestraße 6, Auetal 52° 13′ 45″ N, 9° 11′ 18″ O | Wohn-/Wirtschaftsgebäude |                         | 36232604 | BW   |

## Escher
| Lage                                                 | Bezeichnung              | Beschreibung            | ID       | Bild           |
| ---------------------------------------------------- | ------------------------ | ----------------------- | -------- | -------------- |
| A 2, km 267,650, Auetal 52° 14′ 4″ N, 9° 15′ 37″ O   | Brücke (Bauwerk)         | Autobahnbrücke über A 2 | 36230615 |                |
| Am Bültenbrink 4, Auetal 52° 14′ 6″ N, 9° 15′ 33″ O  | Windmühle                |                         | 36232982 | Weitere Bilder |
| Escherstraße 15, Auetal 52° 14′ 18″ N, 9° 15′ 58″ O  | Scheune                  |                         | 36231066 | BW             |
| Sechsackerweg 11, Auetal 52° 14′ 14″ N, 9° 15′ 38″ O | Wohn-/Wirtschaftsgebäude |                         | 36231105 | BW             |

## Hattendorf
| Lage                                                       | Bezeichnung                                                                    | Beschreibung                  | ID       | Bild           |
| ---------------------------------------------------------- | ------------------------------------------------------------------------------ | ----------------------------- | -------- | -------------- |
| Forellenweg 1, Auetal 52° 14′ 10″ N, 9° 17′ 4″ O           | Wohn-/Wirtschaftsgebäude                                                       |                               | 36231124 |                |
| Hattendorfer Straße 17, Auetal 52° 14′ 7″ N, 9° 16′ 48″ O  | Hofanlage Hattendorfer Straße 17                                               | Baudenkmalgruppe              | 36215539 | BW             |
| Hattendorfer Straße 17, Auetal 52° 14′ 8″ N, 9° 16′ 48″ O  | Wohn-/Wirtschaftsgebäude. (Baudenkmalgruppe: Hofanlage Hattendorfer Straße 17) |                               | 36231162 | BW             |
| Hattendorfer Straße 17, Auetal 52° 14′ 7″ N, 9° 16′ 48″ O  | Scheune. (Baudenkmalgruppe: Hofanlage Hattendorfer Straße 17)                  |                               | 36232906 | BW             |
| Hattendorfer Straße 17, Auetal 52° 14′ 7″ N, 9° 16′ 48″ O  | Backhaus. (Baudenkmalgruppe: Hofanlage Hattendorfer Straße 17)                 |                               | 36232933 | BW             |
| Hattendorfer Straße 26, Auetal 52° 14′ 10″ N, 9° 16′ 53″ O | Kirche (Bauwerk)                                                               | St.-Eligius-Kirche Hattendorf | 36231191 | Weitere Bilder |
| Hattendorfer Straße 26, Auetal 52° 14′ 10″ N, 9° 16′ 52″ O | Friedhof                                                                       |                               | 36233073 |                |
| Auetal 52° 13′ 47″ N, 9° 16′ 47″ O                         | Jüdischer Friedhof Auetal                                                      | Baudenkmalgruppe              | 36217539 | BW             |
| Auetal 52° 13′ 47″ N, 9° 16′ 47″ O                         | Friedhof. (Baudenkmalgruppe: Jüdischer Friedhof Auetal)                        | Jüdischer Friedhof            | 36230589 | BW             |
| Gut Südhagen 2, Auetal 52° 13′ 23″ N, 9° 16′ 9″ O          | Wohnhaus                                                                       |                               | 36231143 | BW             |

## Kathrinhagen
| Lage                                                          | Bezeichnung                                                                      | Beschreibung     | ID       | Bild |
| ------------------------------------------------------------- | -------------------------------------------------------------------------------- | ---------------- | -------- | ---- |
| Kathrinhagener Straße 8, Auetal 52° 14′ 8″ N, 9° 11′ 43″ O    | Wohn-/Wirtschaftsgebäude                                                         | westlich         | 36231293 | BW   |
| Kathrinhagener Straße 15 A, Auetal 52° 14′ 6″ N, 9° 12′ 6″ O  | Wohn-/Wirtschaftsgebäude                                                         |                  | 36231313 | BW   |
| Kathrinhagener Straße 16, Auetal 52° 14′ 11″ N, 9° 12′ 3″ O   | Hofanlage Kathrinhagener Straße 16                                               | Baudenkmalgruppe | 36215553 | BW   |
| Kathrinhagener Straße 16, Auetal 52° 14′ 11″ N, 9° 12′ 2″ O   | Wirtschaftsbau. (Baudenkmalgruppe: Hofanlage Kathrinhagener Straße 16)           |                  | 36233259 | BW   |
| Kathrinhagener Straße 16, Auetal 52° 14′ 11″ N, 9° 12′ 3″ O   | Wohn-/Wirtschaftsgebäude. (Baudenkmalgruppe: Hofanlage Kathrinhagener Straße 16) |                  | 36233112 | BW   |
| Kathrinhagener Straße 16, Auetal 52° 14′ 11″ N, 9° 12′ 2″ O   | Stall. (Baudenkmalgruppe: Hofanlage Kathrinhagener Straße 16)                    |                  | 36233406 | BW   |
| Kathrinhagen, Auetal 52° 14′ 9″ N, 9° 12′ 23″ O               | Ev. Pfarrkirche Kreuzstraße 7                                                    | Baudenkmalgruppe | 36215581 |      |
| Kathrinhagener Straße 25, Auetal 52° 14′ 10″ N, 9° 12′ 19″ O  | Pfarrscheune. (Baudenkmalgruppe: Ev. Pfarrkirche Kreuzstraße 7)                  |                  | 36232701 | BW   |
| Kathrinhagener Straße 25, Auetal 52° 14′ 10″ N, 9° 12′ 21″ O  | Pfarrhaus. (Baudenkmalgruppe: Ev. Pfarrkirche Kreuzstraße 7)                     |                  | 36232680 | BW   |
| Kreuzstraße 7, Auetal 52° 14′ 9″ N, 9° 12′ 25″ O              | Kirche (Bauwerk). (Baudenkmalgruppe: Ev. Pfarrkirche Kreuzstraße 7)              | St. Catharinen   | 36232722 | BW   |
| Kreuzstraße 7, Auetal 52° 14′ 9″ N, 9° 12′ 27″ O              | Kriegerdenkmal. (Baudenkmalgruppe: Ev. Pfarrkirche Kreuzstraße 7)                |                  | 36231353 | BW   |
| Kreuzstraße 9, Auetal 52° 14′ 8″ N, 9° 12′ 27″ O              | Schule. (Baudenkmalgruppe: Ev. Pfarrkirche Kreuzstraße 7)                        |                  | 36231569 | BW   |
| Kreuzstraße 9, Auetal 52° 14′ 8″ N, 9° 12′ 26″ O              | Toilettenhaus/Stall. (Baudenkmalgruppe: Ev. Pfarrkirche Kreuzstraße 7)           |                  | 36231544 | BW   |
| Kathrinhagener Straße 38, Auetal 52° 14′ 38″ N, 9° 13′ 15″ O  | Wohn-/Wirtschaftsgebäude                                                         |                  | 36231375 | BW   |
| Kathrinhagener Straße 40, Auetal 52° 14′ 39″ N, 9° 13′ 17″ O  | Wohn-/Wirtschaftsgebäude                                                         |                  | 36231415 | BW   |
| Kathrinhagen, Auetal 52° 14′ 32″ N, 9° 13′ 6″ O               | Hofanlage Kathrinhagener Straße 53                                               | Baudenkmalgruppe | 36215567 | BW   |
| Kathrinhagener Straße 51, Auetal 52° 14′ 32″ N, 9° 13′ 4″ O   | Wohn-/Wirtschaftsgebäude. (Baudenkmalgruppe: Hofanlage Kathrinhagener Straße 53) |                  | 36231434 | BW   |
| Kathrinhagener Straße 53 A, Auetal 52° 14′ 33″ N, 9° 13′ 5″ O | Leibzucht. (Baudenkmalgruppe: Hofanlage Kathrinhagener Straße 53)                |                  | 36231499 | BW   |
| Kathrinhagener Straße 53, Auetal 52° 14′ 33″ N, 9° 13′ 7″ O   | Wohn-/Wirtschaftsgebäude. (Baudenkmalgruppe: Hofanlage Kathrinhagener Straße 53) |                  | 36231473 | BW   |
| Kathrinhagener Straße 54, Auetal 52° 14′ 48″ N, 9° 13′ 37″ O  | Scheune                                                                          | westlich         | 36231525 | BW   |

## Klein Holtensen
| Lage                                                        | Bezeichnung              | Beschreibung | ID       | Bild |
| ----------------------------------------------------------- | ------------------------ | ------------ | -------- | ---- |
| Klein Holtenser Straße 3, Auetal 52° 15′ 38″ N, 9° 17′ 6″ O | Wohn-/Wirtschaftsgebäude |              | 36231592 |      |
| Klein Holtenser Straße 4, Auetal 52° 15′ 40″ N, 9° 17′ 6″ O | Scheune                  |              | 36231631 |      |
| Klein Holtenser Straße 4, Auetal 52° 15′ 39″ N, 9° 17′ 3″ O | Wohn-/Wirtschaftsgebäude | südlich      | 36231611 |      |
| K 64, Auetal 52° 15′ 54″ N, 9° 17′ 52″ O                    | Brücke (Bauwerk)         |              | 36232407 |      |

## Poggenhagen
| Lage                                                   | Bezeichnung                                            | Beschreibung       | ID       | Bild |
| ------------------------------------------------------ | ------------------------------------------------------ | ------------------ | -------- | ---- |
| Alte Poststraße 12, Auetal 52° 13′ 23″ N, 9° 12′ 10″ O | Wohn-/Wirtschaftsgebäude                               |                    | 36231047 | BW   |
| A 2, km 272,232, Auetal 52° 13′ 14″ N, 9° 12′ 10″ O    | Brücke (Bauwerk)                                       | Talbrücke Ölbergen | 36231650 | BW   |
| Gut Ölbergen, Auetal 52° 13′ 7″ N, 9° 12′ 18″ O        | Gut Ölbergen                                           | Baudenkmalgruppe   | 36215596 | BW   |
| Gut Ölbergen, Auetal 52° 13′ 8″ N, 9° 12′ 19″ O        | Wohnhaus. (Baudenkmalgruppe: Gut Ölbergen)             |                    | 36233721 | BW   |
| Gut Ölbergen, Auetal 52° 13′ 7″ N, 9° 12′ 20″ O        | Scheune. (Baudenkmalgruppe: Gut Ölbergen)              |                    | 36233763 | BW   |
| Gut Ölbergen, Auetal 52° 13′ 5″ N, 9° 12′ 17″ O        | Herrenhaus (Bauwerk). (Baudenkmalgruppe: Gut Ölbergen) |                    | 36233700 | BW   |
| Gut Ölbergen, Auetal 52° 13′ 7″ N, 9° 12′ 17″ O        | Viehhaus. (Baudenkmalgruppe: Gut Ölbergen)             |                    | 36233742 | BW   |

## Raden
Hier sind keine Baudenkmale bekannt.

## Rannenberg
| Lage                                                      | Bezeichnung                                                   | Beschreibung                 | ID       | Bild |
| --------------------------------------------------------- | ------------------------------------------------------------- | ---------------------------- | -------- | ---- |
| Am Margland 2, Auetal 52° 12′ 57″ N, 9° 14′ 54″ O         | Wohn-/Wirtschaftsgebäude                                      |                              | 36231696 | BW   |
| Brinkstraße 1, Auetal 52° 12′ 56″ N, 9° 14′ 49″ O         | Wohn-/Wirtschaftsgebäude                                      |                              | 36231758 | BW   |
| In der Reete 1, Auetal 52° 12′ 57″ N, 9° 14′ 49″ O        | Wohn-/Wirtschaftsgebäude                                      |                              | 36231777 | BW   |
| Rannenberger Straße 11, Auetal 52° 13′ 3″ N, 9° 14′ 49″ O | Wohn-/Wirtschaftsgebäude                                      |                              | 36231816 | BW   |
| Waldwinkel 1, Auetal 52° 12′ 50″ N, 9° 15′ 30″ O          | Wohn-/Wirtschaftsgebäude                                      |                              | 36231858 | BW   |
| Bodenengern 6, Auetal 52° 13′ 1″ N, 9° 13′ 21″ O          | ehemaliges Gutshaus Bodenengern                               | Baudenkmalgruppe             | 36215610 | BW   |
| Bodenengern 6, Auetal 52° 13′ 2″ N, 9° 13′ 21″ O          | Gutshaus. (Baudenkmalgruppe: ehemaliges Gutshaus Bodenengern) |                              | 36231737 | BW   |
| Bodenengern, Auetal 52° 13′ 0″ N, 9° 13′ 19″ O            | Wohnhaus                                                      | südwestlich des Herrenhauses | 36231715 | BW   |

## Rehren
| Lage                                                   | Bezeichnung                                      | Beschreibung           | ID       | Bild |
| ------------------------------------------------------ | ------------------------------------------------ | ---------------------- | -------- | ---- |
| Am Friedhof, Auetal 52° 13′ 47″ N, 9° 14′ 24″ O        | Kriegsmahnmale                                   | Baudenkmalgruppe       | 36215639 | BW   |
| Am Friedhof, Auetal 52° 13′ 46″ N, 9° 14′ 24″ O        | Gedenkstätte. (Baudenkmalgruppe: Kriegsmahnmale) | Kriegerdenkmal 1914/18 | 36231896 | BW   |
| Am Friedhof, Auetal 52° 13′ 47″ N, 9° 14′ 24″ O        | Gedenkstätte. (Baudenkmalgruppe: Kriegsmahnmale) | Kriegerdenkmal 1939/45 | 36231918 | BW   |
| Auestraße 9 a, Auetal 52° 13′ 58″ N, 9° 13′ 59″ O      | Wohn-/Wirtschaftsgebäude                         |                        | 36232960 | BW   |
| Kapellenweg 3, Auetal 52° 14′ 3″ N, 9° 13′ 56″ O       | Kapelle (Bauwerk)                                |                        | 36231962 | BW   |
| K 32, km 0,881, Auetal 52° 14′ 12″ N, 9° 13′ 31″ O     | Brücke (Bauwerk)                                 | Brücke über WL Aue     | 36231981 | BW   |
| Rehrener Straße 25, Auetal 52° 13′ 59″ N, 9° 14′ 12″ O | Wohnhaus                                         |                        | 36232007 | BW   |
| Zur Obersburg 7, Auetal 52° 13′ 43″ N, 9° 14′ 22″ O    | Wohn-/Wirtschaftsgebäude                         |                        | 36232026 | BW   |
| Zur Obersburg 20, Auetal 52° 13′ 20″ N, 9° 14′ 34″ O   | Wohn-/Wirtschaftsgebäude                         |                        | 36232045 | BW   |

## Rolfshagen
| Lage                                                                     | Bezeichnung                                                           | Beschreibung       | ID       | Bild |
| ------------------------------------------------------------------------ | --------------------------------------------------------------------- | ------------------ | -------- | ---- |
| Hülsenbrink 4, Auetal 52° 13′ 59″ N, 9° 9′ 8″ O                          | Hofanlage Hülsenbrink 4                                               | Baudenkmalgruppe   | 36215668 | BW   |
| Hülsenbrink 4, Auetal 52° 13′ 59″ N, 9° 9′ 9″ O                          | Wohn-/Wirtschaftsgebäude. (Baudenkmalgruppe: Hofanlage Hülsenbrink 4) |                    | 36233217 | BW   |
| Hülsenbrink 4, Auetal 52° 13′ 59″ N, 9° 9′ 8″ O                          | Fachwerknebengebäude. (Baudenkmalgruppe: Hofanlage Hülsenbrink 4)     |                    | 36233364 | BW   |
| Kirchstraße, Auetal 52° 14′ 5″ N, 9° 9′ 16″ O                            | Kriegerdenkmal                                                        |                    | 36232085 | BW   |
| Kirchstraße 2, Auetal 52° 14′ 0″ N, 9° 9′ 13″ O                          | Wohn-/Wirtschaftsgebäude                                              |                    | 36232105 | BW   |
| Napoleonstraße (K 3), km 4,061 (K 74), Auetal 52° 13′ 32″ N, 9° 8′ 50″ O | Brücke (Bauwerk)                                                      | Brücke über WL Aue | 36231022 | BW   |
| Reihe 2, Auetal 52° 14′ 4″ N, 9° 9′ 38″ O                                | Wohn-/Wirtschaftsgebäude                                              |                    | 36232125 | BW   |
| Reihe 4, Auetal 52° 14′ 4″ N, 9° 9′ 44″ O                                | Hofanlage Reihe 4                                                     | Baudenkmalgruppe   | 36215682 | BW   |
| Reihe 4, Auetal 52° 14′ 3″ N, 9° 9′ 44″ O                                | Wohn-/Wirtschaftsgebäude. (Baudenkmalgruppe: Hofanlage Reihe 4)       |                    | 36233385 | BW   |
| Reihe 4, Auetal 52° 14′ 3″ N, 9° 9′ 45″ O                                | Wohn-/Wirtschaftsgebäude. (Baudenkmalgruppe: Hofanlage Reihe 4)       |                    | 36233238 | BW   |
| Reihe 4, Auetal 52° 14′ 4″ N, 9° 9′ 46″ O                                | Scheune. (Baudenkmalgruppe: Hofanlage Reihe 4)                        |                    | 36233532 | BW   |

## Schoholtensen
| Lage                                                        | Bezeichnung              | Beschreibung       | ID       | Bild |
| ----------------------------------------------------------- | ------------------------ | ------------------ | -------- | ---- |
| Schoholtenser Straße 5, Auetal 52° 16′ 1″ N, 9° 17′ 6″ O    | Wohn-/Wirtschaftsgebäude |                    | 36232165 |      |
| Schoholtenser Straße 9, Auetal 52° 16′ 6″ N, 9° 17′ 20″ O   | Scheune                  |                    | 36232184 |      |
| Schoholtenser Straße 10, Auetal 52° 16′ 10″ N, 9° 17′ 26″ O | Remise                   |                    | 36232203 |      |
| Sundern 9, Auetal 52° 16′ 25″ N, 9° 16′ 27″ O               | Wohn-/Wirtschaftsgebäude |                    | 36232265 | BW   |
| Wierser Landwehr 4, Auetal 52° 16′ 39″ N, 9° 17′ 48″ O      | Gasthaus                 |                    | 36232284 |      |
| Wierser Landwehr 4, Auetal 52° 16′ 39″ N, 9° 17′ 46″ O      | Landwehr                 | Reste der Landwehr | 36232303 | BW   |

## Westerwald
| Lage                                                      | Bezeichnung                                                                    | Beschreibung            | ID       | Bild |
| --------------------------------------------------------- | ------------------------------------------------------------------------------ | ----------------------- | -------- | ---- |
| Westerwalder Straße 10, Auetal 52° 15′ 1″ N, 9° 14′ 26″ O | Wohn-/Wirtschaftsgebäude                                                       |                         | 36232345 | BW   |
| Westerwalder Straße 11, Auetal 52° 15′ 5″ N, 9° 14′ 35″ O | Wohn-/Wirtschaftsgebäude                                                       | im Nordwesten des Hofes | 36232364 | BW   |
| Westerwalder Straße 12, Auetal 52° 15′ 6″ N, 9° 14′ 42″ O | Hofanlage Westerwalder Straße 12                                               | Baudenkmalgruppe        | 36215696 | BW   |
| Westerwalder Straße 12, Auetal 52° 15′ 5″ N, 9° 14′ 41″ O | Wohn-/Wirtschaftsgebäude. (Baudenkmalgruppe: Hofanlage Westerwalder Straße 12) | Altenteiler             | 36232859 | BW   |
| Westerwalder Straße 12, Auetal 52° 15′ 6″ N, 9° 14′ 43″ O | Wohnhaus. (Baudenkmalgruppe: Hofanlage Westerwalder Straße 12)                 |                         | 36232384 | BW   |
| Westerwalder Straße 12, Auetal 52° 15′ 7″ N, 9° 14′ 42″ O | Scheune. (Baudenkmalgruppe: Hofanlage Westerwalder Straße 12)                  |                         | 36232883 | BW   |

## Wiersen
In diesem Ortsteil sind keine Baudenkmale bekannt.